# Tché crochet
Le tché crocheté est une lettre de l’alphabet cyrillique parfois utilisée dans l’écriture du khanty surgut et du tofalar.

## Utilisation
En khanty surgut, le tché crocheté est parfois utilisé à la place du tché cramponné ‹ Ҷ, ҷ ›.

### Formes et variantes

Forme utilisée dans certaines publications khanty surgut ou tofalar ; notamment dans les polices PT Sans ou PT Serif.
Forme parfois aussi utilisée dans certaines publications tofalar, dont notamment Rassadin 2005[1].

## Représentation informatique
Cette lettre ne possède de caractères Unicode qui lui sont propres. En théorie, il est possible d’utiliser les caractères de la lettre tché cramponné ‹ Ҷ, ҷ › avec des polices ou applications adaptées dans lesquelles ceux-ci ont la forme du tché crocheté.
| formes    | représentations | chaînes de caractères | points de code | descriptions                               |
| --------- | --------------- | --------------------- | -------------- | ------------------------------------------ |
| capitale  |                 | —                     | —              | lettre majuscule cyrillique tché crochet   |
| minuscule |                 | —                     | —              | lettre minuscule cyrillique tché crochet   |
| capitale  | Ҷ               | Ҷ                     | U+04B6         | lettre majuscule cyrillique tché cramponné |
| minuscule | ҷ               | ҷ                     | U+04B7         | lettre minuscule cyrillique tché cramponné |

## Sources
- [Rassadin 2005] (ru) В. И. Рассадин, Словарь тофаларско-русский и русско-тофаларский, Санкт-Петербург, Дрофа,‎ 2005 (ISBN 5-94745-111-5)
- [Volkova et Solovar 2016] (ru + kca) А. Н. Волкова et В. Н. Соловар, Краткий русско-хантыйский словарь (сургутский диалект), Ханты-Мансийск, Югорский формат,‎ 2016 (ISBN 978-5-9907703-2-4, présentation en ligne, lire en ligne)
- [Volkova et Solovar 2018] (ru + kca) А. Н. Волкова et В. Н. Соловар, Хантыйско-русский тематический словарь (сургутский диалект), Санкт-Петербург, Издательство РГПУ им. А. И. Герцена,‎ 2018 (ISBN 978-5-8064-2560-8, présentation en ligne, lire en ligne)